# Les siffleurs
Les siffleurs francês / Viheltäjät finlandês é um filme finlandês de 1964, escrito e dirigido por Eino Ruutsalo. É um filme preto e branco falado em francês.

## Elenco
- Jean-Claude Brialy
- Claudine Coster
- Maurice Dalais
- Anne Daumas
- Maria Doniel
- Annie Jeanneret
- Robert Manuel
- Paul Pavel
- Pascale Petit
- Gilbert Reeb
- René Simon
- Michel Strasberg
- Mireille Strasser
- Paul-André Therry
- Jean-Louis Trintignant